# Большая Докья (Вавожский район)
Большая Докья — деревня  в Вавожском муниципальном округе Удмуртской Республики  Российской Федерации.

## География
Располагается в западной части республики, при реке Яголудка, в 3 км к югу от центра сельского поселения — деревни Большая Гурезь-Пудга и в 10 км к востоку от районного центра села Вавож.

## История
Название деревни, также как и нескольких соседних, происходит от названия одного из удмуртских родов — Докъя.
По итогам десятой ревизии 1859 года в 25 дворах казённой деревни Докья большая (Покчивуко) при ключе Покчивукошуре проживало 177 жителей.
В 1925 году при разукрупнении сельсоветов образован Большедокьинский сельсовет с центром в деревне Докья Большая. В 1929 году в результате районирования деревня и сельсовет вошли в состав Вавожского района. В 1954 году Большедокьинский сельсовет ликвидирован и его населённые пункты переданы в состав Гурезь-Пудгинского сельсовета.
До 9 мая 2021 года входила в состав муниципального образования Гурезь-Пудгинское сельское поселение, упразднённого в связи с преобразованием муниципального района в муниципальный округ согласно Закону Удмуртской Республики от 26 апреля 2021 года № 30-РЗ к  .

## Население
| 2010 | 2012 |
| ---- | ---- |
| 16   | ↘14  |

## Достопримечательности
До 1967 года в деревне размещался дом-музей уроженца деревни удмуртского поэта Кузебая Герда, в настоящее время музей находится в деревне Большая Гурезь-Пудга. На месте дома, где родился и жил Кузебай Герд, размещается памятная стела.

## Инфраструктура
Личное подсобное хозяйство с зоной сельскохозяйственного использования, индивидуальная застройка усадебного типа.

## Транспорт
Автобусное сообщение с райцентром. Остановка общественного транспорта «Большая Докья». 